# Castillo de Saissac

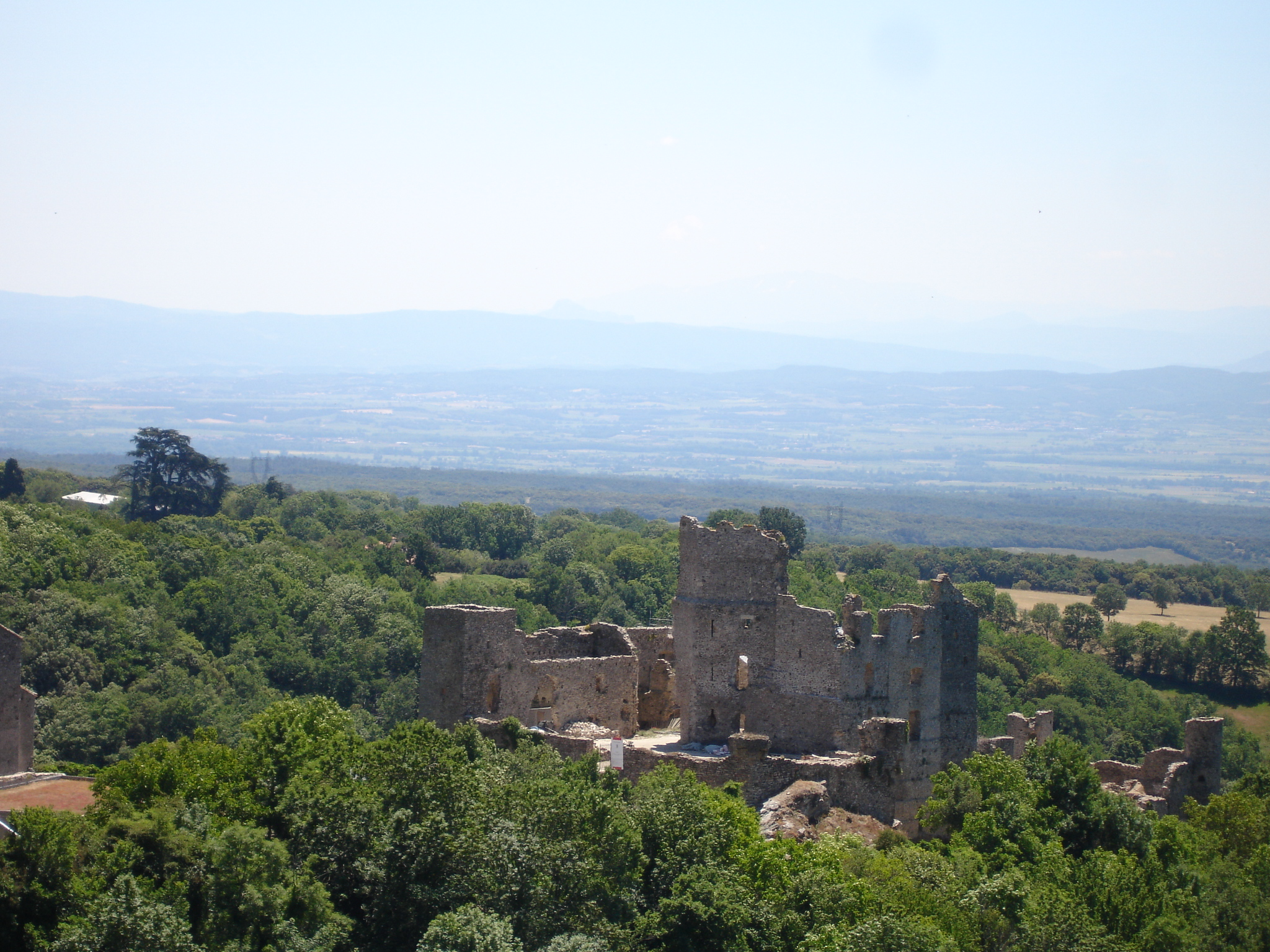
Castillo de Saissac y la llanura del Lauragais al fondo.

El castillo de Saissac es uno de los denominados castillos cátaros, situado en el pueblo de Saissac, en el Aude y región de la Montaña Negra, al noroeste de Carcasona, en Francia. Está protegido legislativamente como lugar y monumento histórico.
A diferencia de lo que suele ser habitual, el castillo no se halla en lo alto del pueblo, sino en la parte inferior meridional, al borde de un barranco, el Vernassonne. La posición no es casual, en este emplazamiento guardaba y defendía todo intento de incursión a la Montaña Negra.

## Historia
Las primeras menciones en escritos datan del año 960, al ser legado al conde de Carcasona, transferido posteriormente en el año 1008 del condado de Barcelona al vizcondado de Carcasona. 
En el año 1191 el castillo pertenecía a Bertran de Saissac, emparentado con el linaje del condado de Foix, vasallo de la familia Trencavel y uno de los nobles más involucrados con el catarismo. Su compromiso lo demostró al actuar de árbitro en diversos debates cátaros y estar presente en muchos Consolamentums, según el cronista de los cruzados Pierre des Vaux-de-Cernay. Fue también una de las personas más influyentes en el Vizcondado de Carcasona, dato reforzado a la muerte del Vizconde Roger II, en 1194, cuando Bertran fue escogido tutor de su hijo Raymond Roger Trencavel, que contaba con 9 años de edad.
En el siglo XIII debido a la cruzada albigense, se sometió a Simón de Montfort en 1209, que lo otorgó a su compañero de armas Bouchard de Marly. El castillo fue reconstruido por los ingenieros reales del senescal de Carcasona: la torre del homenaje y las murallas flanqueadas por las torres cuadrangulares. Diversos señores se sucedieron durante este periodo. Luis IX de Francia restituyó una parte a los señores faydits de Saissac aunque fue perdida por la familia de nuevo en 1242; la otra parte, y posterior totalidad, fue transmitida sucesivamente a diversos cruzados y familias nobles francesas.
A finales del siglo XVI, durante las guerras de religión, fue atacado por tropas protestantes en 1568 y en 1580, reforzándose con cañoneras y resistiendo el asedio.
Durante los siglos  XVII y XVIII, el pueblo conoció la prosperidad gracias a la industria de paños, favorecida por los numerosos torrentes que lo surcan bajando de las montañas, pero no así el castillo, que tras la Revolución francesa cayó en ruinas y fue utilizado como pedrera. Finalmente, la Mairie de Saissac localizó a los descendientes de la última familia propietaria del castillo y fue comprado a mediados de los años 90.

## Arquitectura

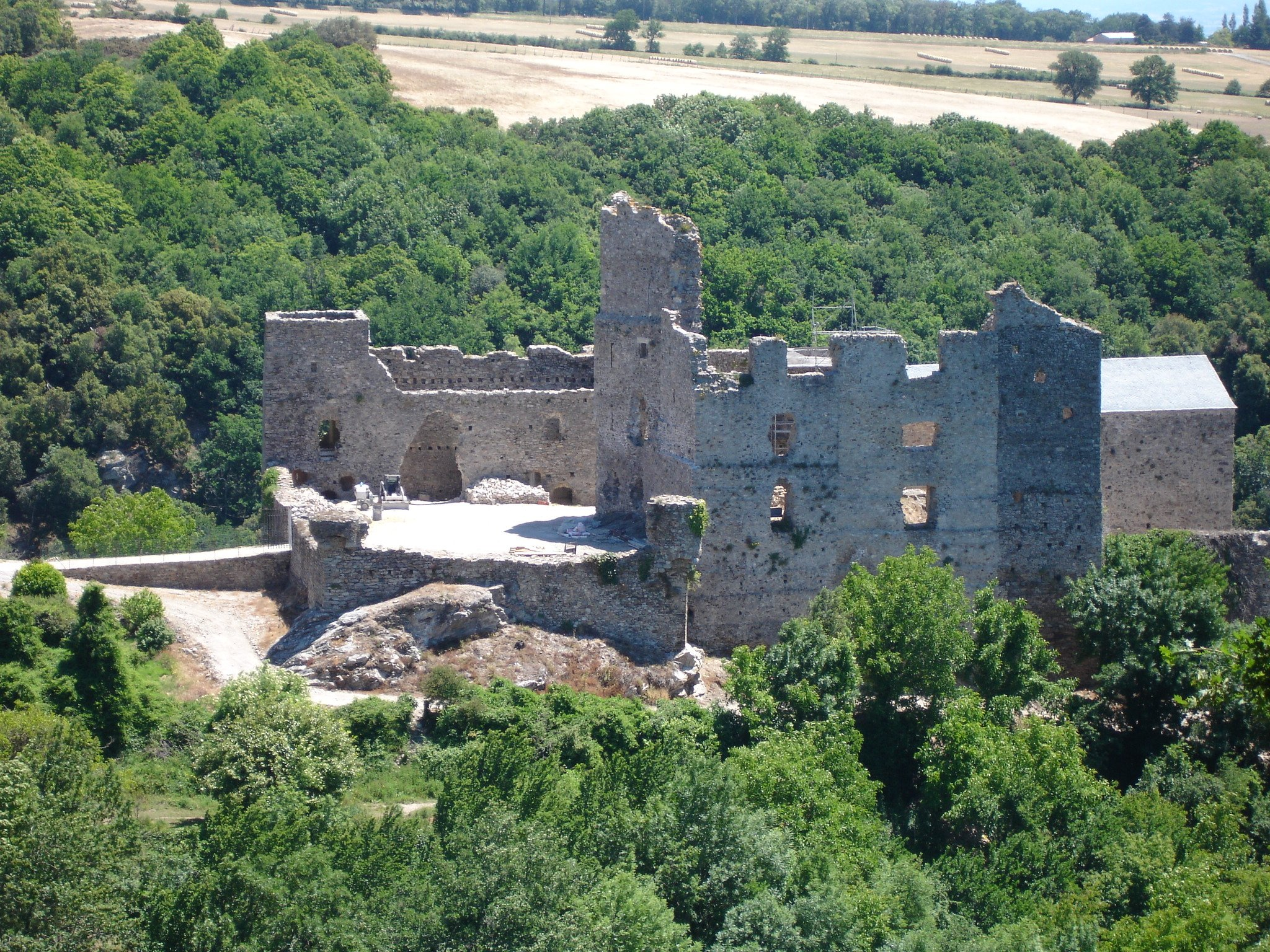
Vista de la primera terraza del castillo.

Del castillo no quedan más que ruinas, a los que se accede a través de un puente de piedra, sustituto del antiguo elevadizo.
Compuesto por un enmurallamiento externo irregular cuadrangular, sobre tres niveles o terrazas continuas adaptándose al desnivel natural del terreno, flanqueadas por torres circulares y rodeadas por un foso, actualmente desaparecido casi en su totalidad.
En la primera terraza se encuentra una muralla, en la que se conservan dos torres cuadradas y almenadas, rodeando una Torre del homenaje poligonal central de 20 m de altura y un gran patio central, probablemente correspondientes al periodo de reconstrucción de los siglos  XIII y XIV.
En la segunda, a la que se accede por unas escaleras, se hallan una serie de edificios de cuatro niveles, correspondientes los dos superiores en su mayor parte al siglo XVI, con ventanas renacentistas. Los inferiores, de época anterior, son subterráneos y comunican con la antigua poterna medieval mediante una rampa.
El tercer desnivel o terraza, el más meridional y aparentemente el más reciente, consta de un gran patio central rodeado por una muralla flanqueada en la zona sur por dos torres semicirculares.
Al lado de las ruinas en su zona norte se encuentra la iglesia de Saint-Michel, un edificio románico del siglo XIII, que fue casi completamente destruido durante la cruzada y quemado posteriormente en el siglo XVI, pero del que queda aún un muro románico y restos de una puerta de comunicación con las dependencias del castillo. Al pie del castillo, en la zona sur y más abrupta, se hallan los vestigios de una antigua villa castral.